# 越後駒ヶ岳
越後駒ヶ岳（えちごこまがたけ）は、新潟県南魚沼市と魚沼市にまたがる標高2,003mの山。魚沼駒ヶ岳（うおぬまこまがたけ）とも呼ばれる。日本百名山の一つ。

## 概要
山頂は南魚沼市側に位置する。八海山、中ノ岳とともに越後三山（魚沼三山）の一つに数えられる。
標高はそれほど高くないが、東側（水無川側）と北側（佐梨川側）は標高200-300mの山麓まで一気に落ち込んだ天然の大障壁をなしている。冬季には豪雪に見舞われ、盛夏でも雪渓が残る。佐梨川金山沢奥壁などの巨大なスラブ壁があり登攀の対象となっている。

## 登山

### ルート
- 枝折峠～小倉山～越後駒ヶ岳
- 駒ノ湯～小倉山～越後駒ヶ岳
- 中ノ岳、八海山とつないで越後三山を縦走することもできる。八海山には八海山ロープウェーがある。
- 大倉～グシガハナ～越後駒ヶ岳

水無川沿いはオツルミズ沢の滝群が圧巻。グシガハナまではひたすらの急登。

### 周辺の山小屋
- 駒の小屋

## 近隣の山
- 小倉山
- 中ノ岳
- 八海山
- 荒沢岳

## 参考画像

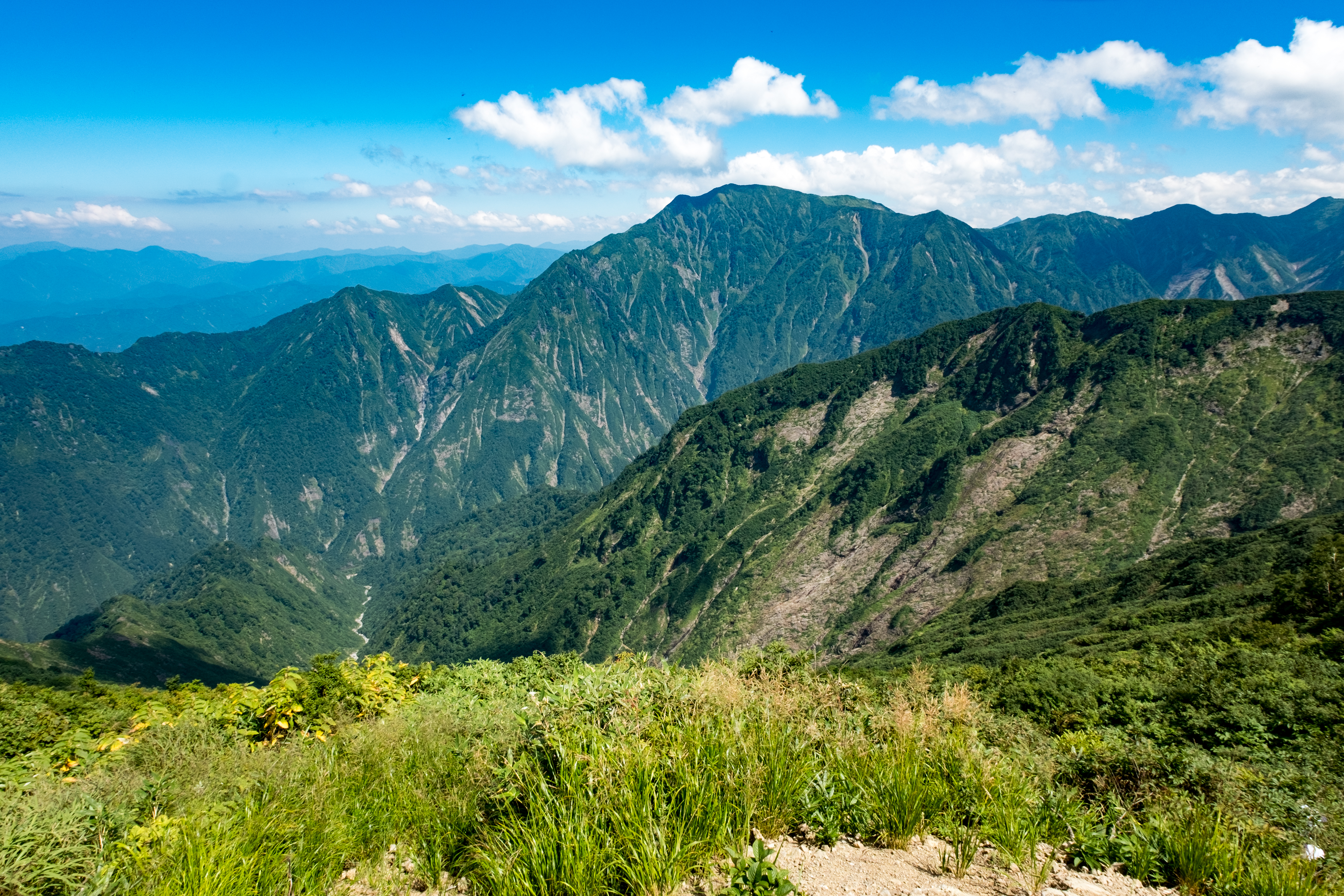
東側にある八海山から越後駒ヶ岳（中央）
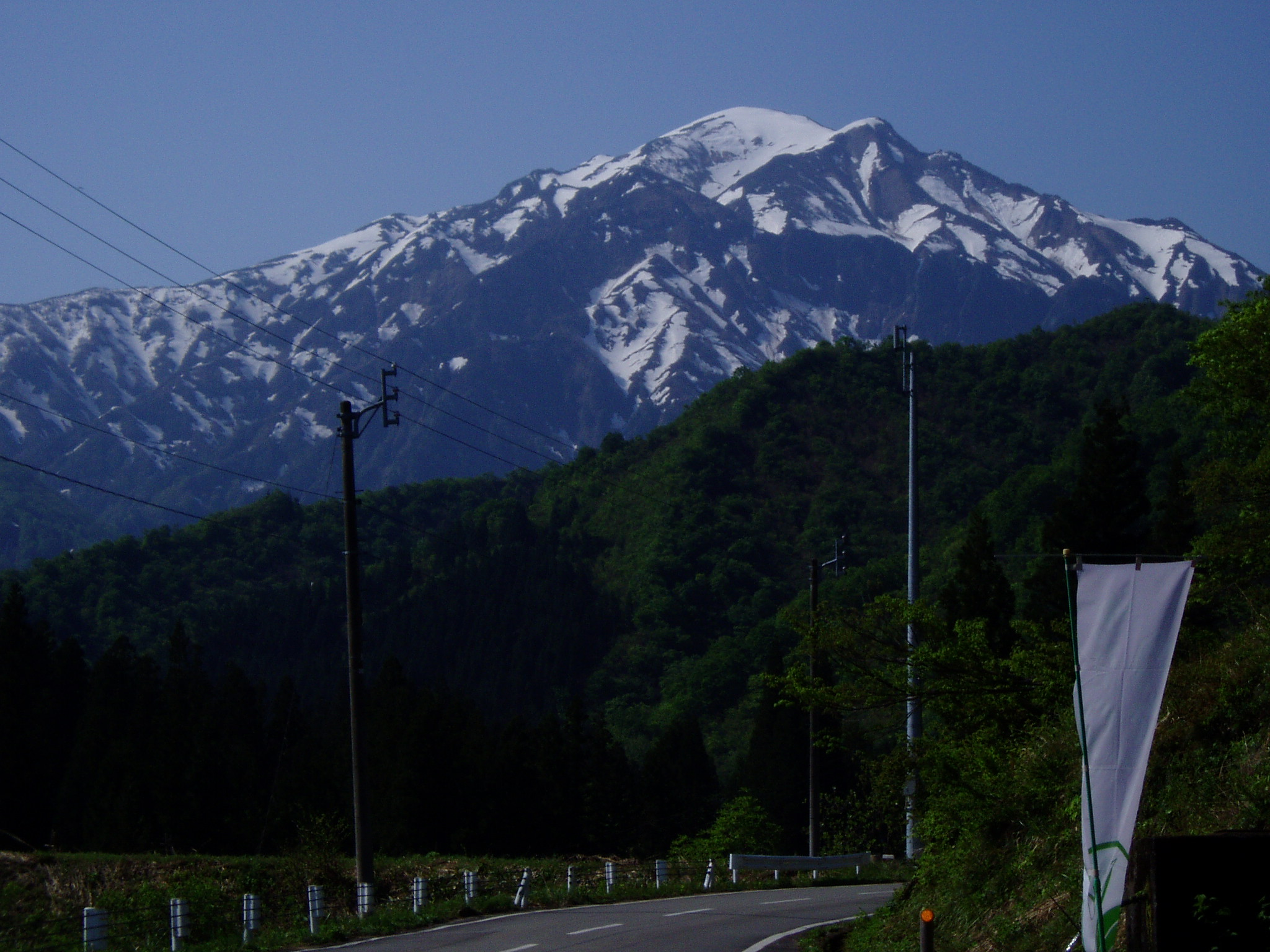
北側の大湯温泉から
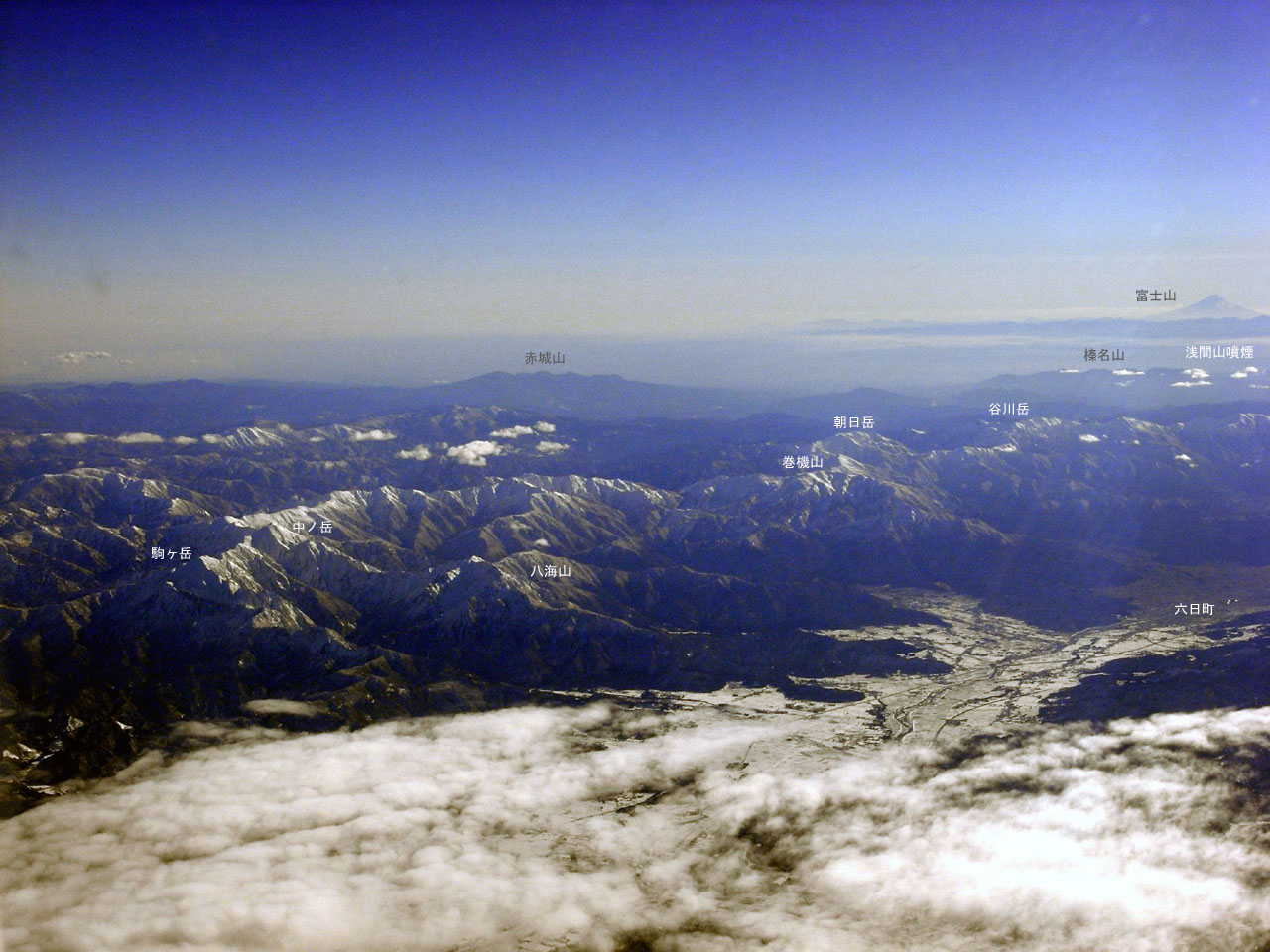
越後駒ヶ岳（左下）
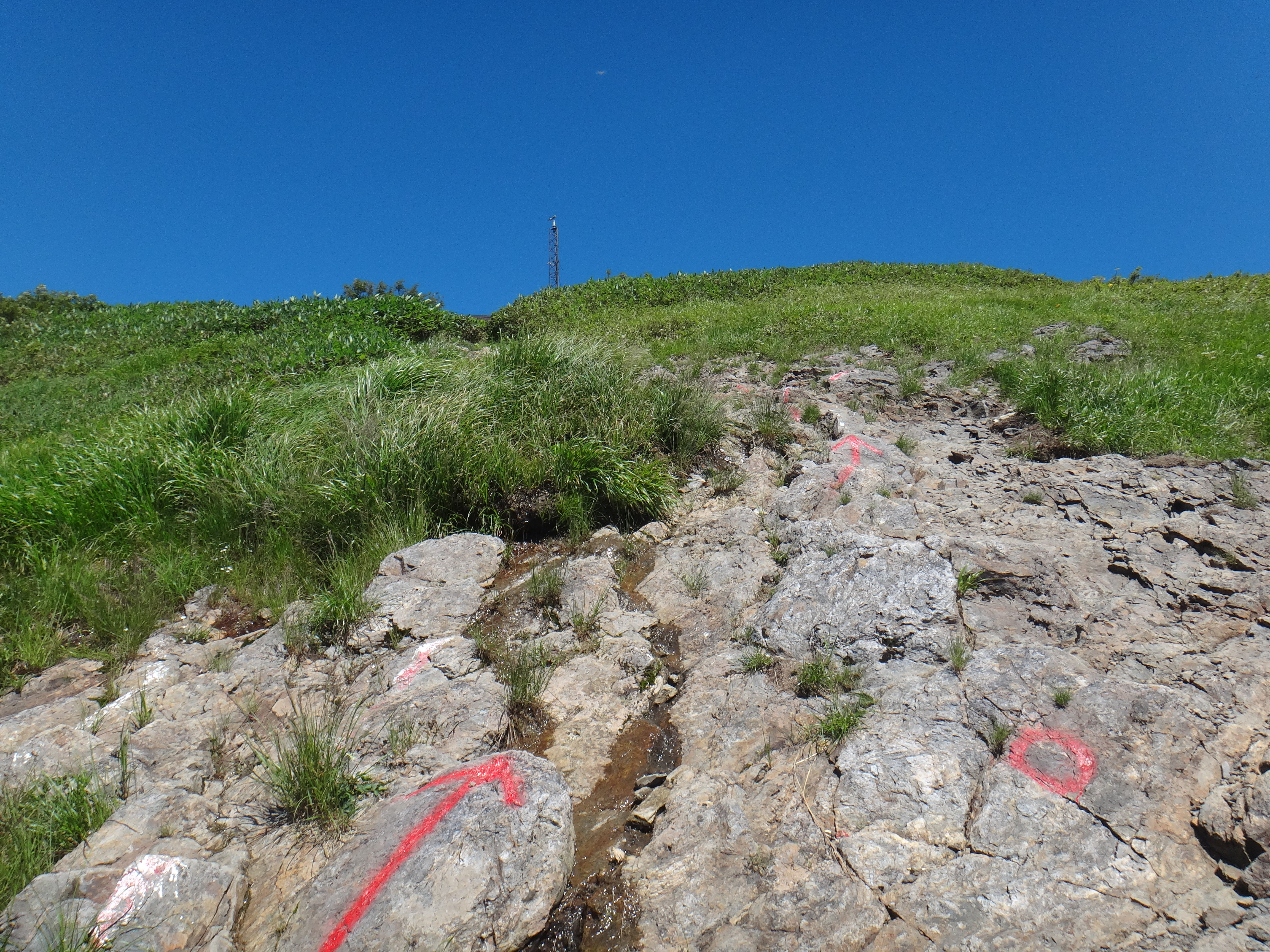
駒ノ小屋直下の岩場
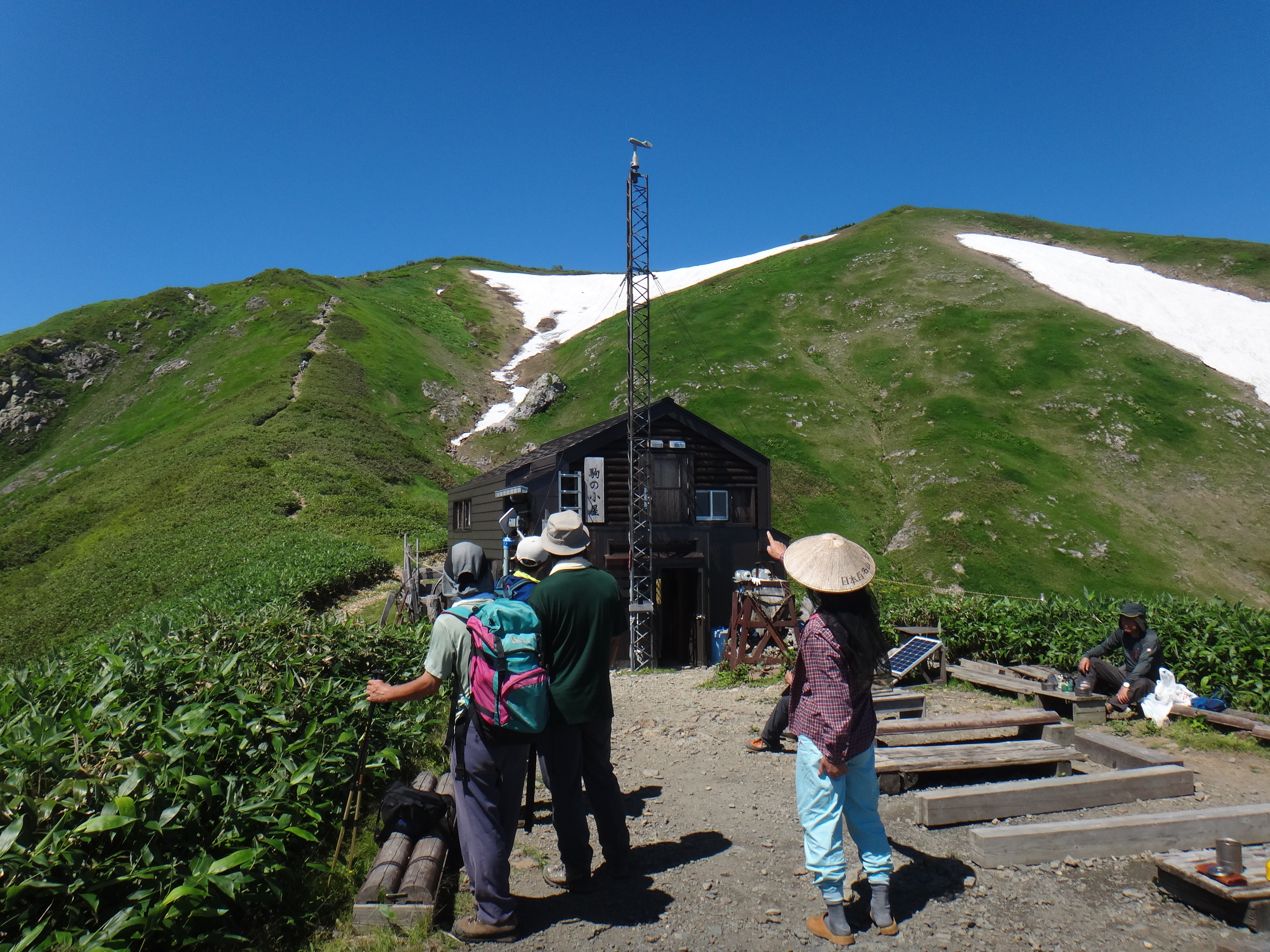
駒ノ小屋から山頂を眺める
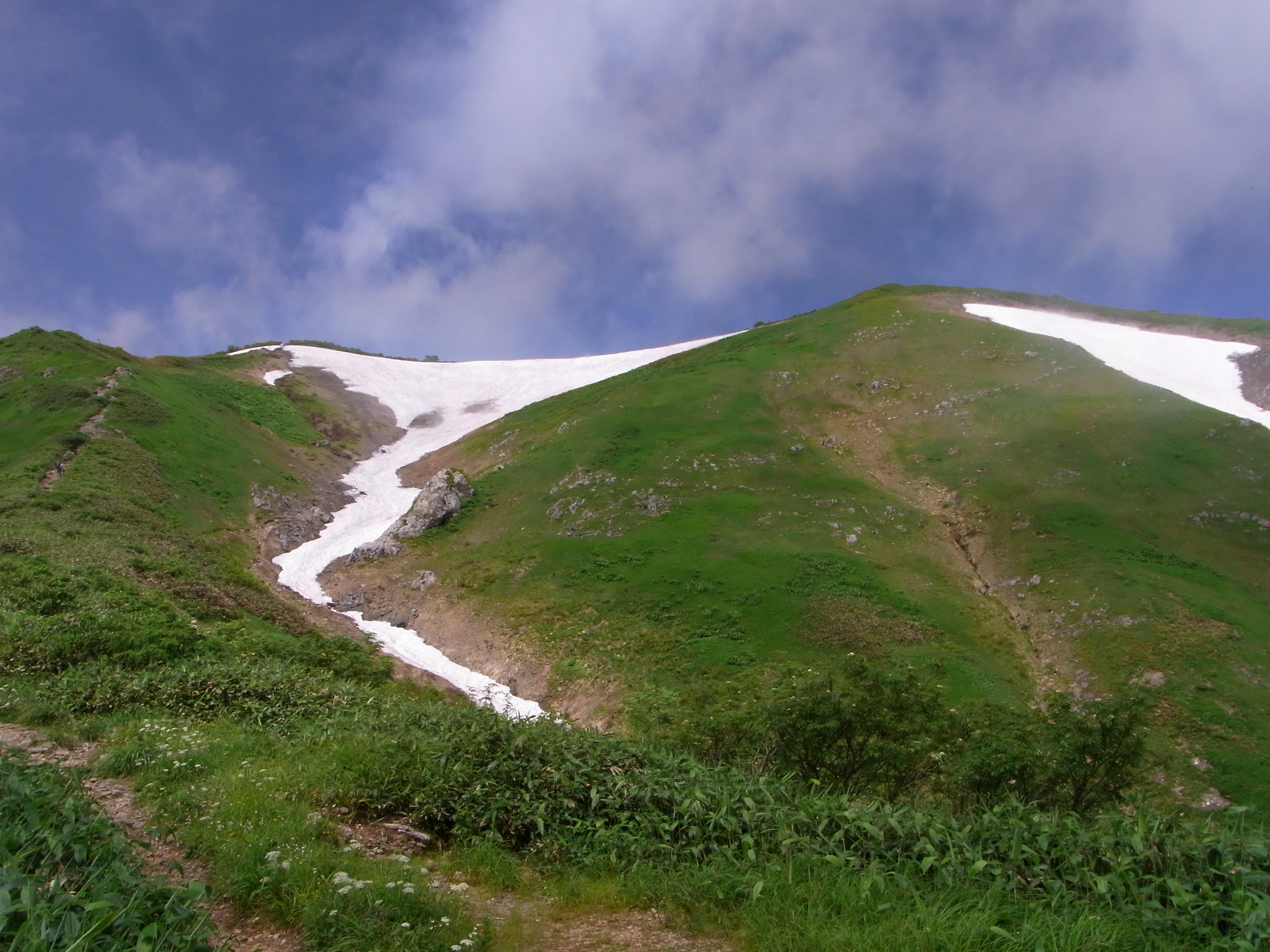
山頂付近
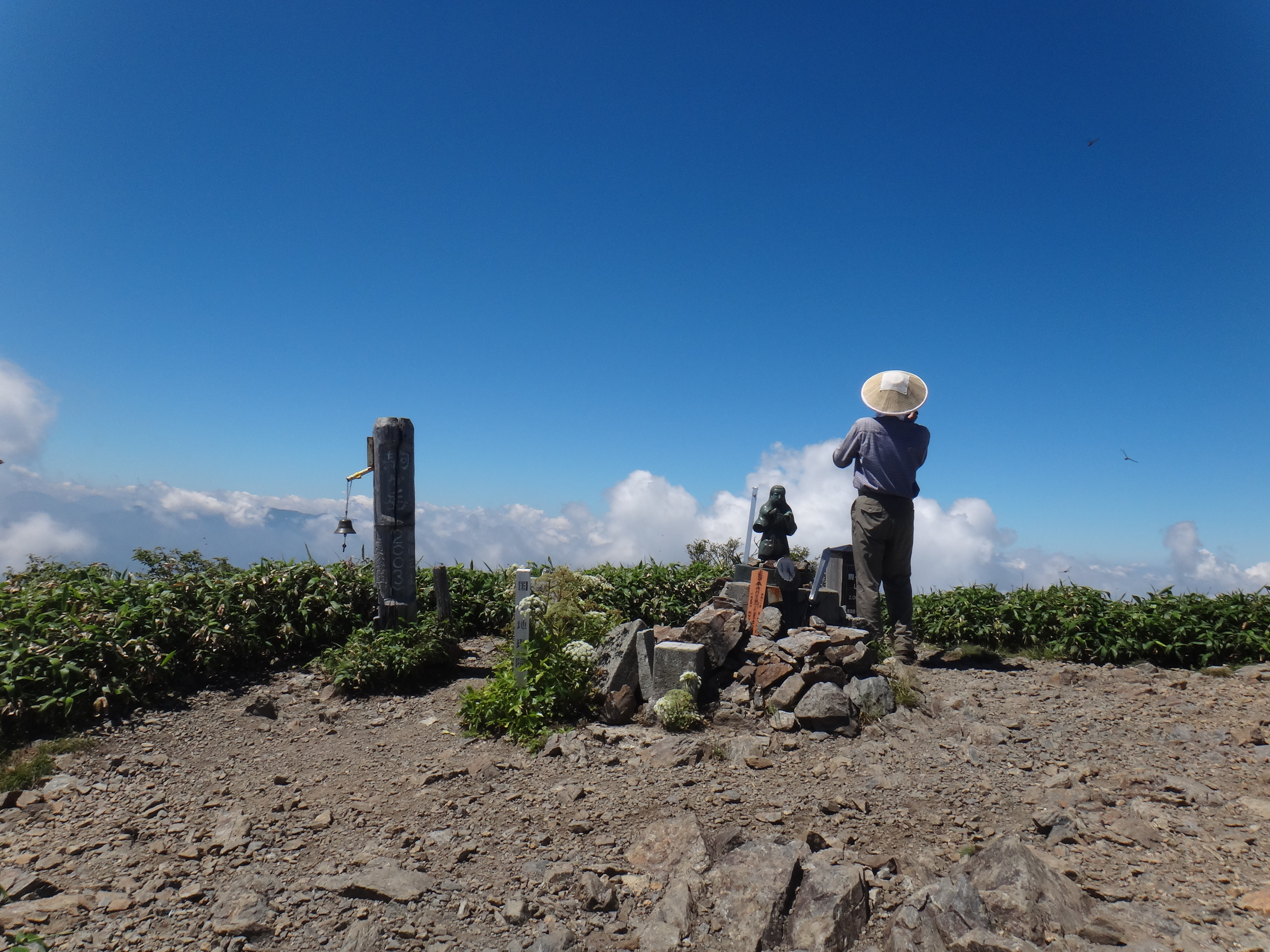
越後駒ヶ岳山頂
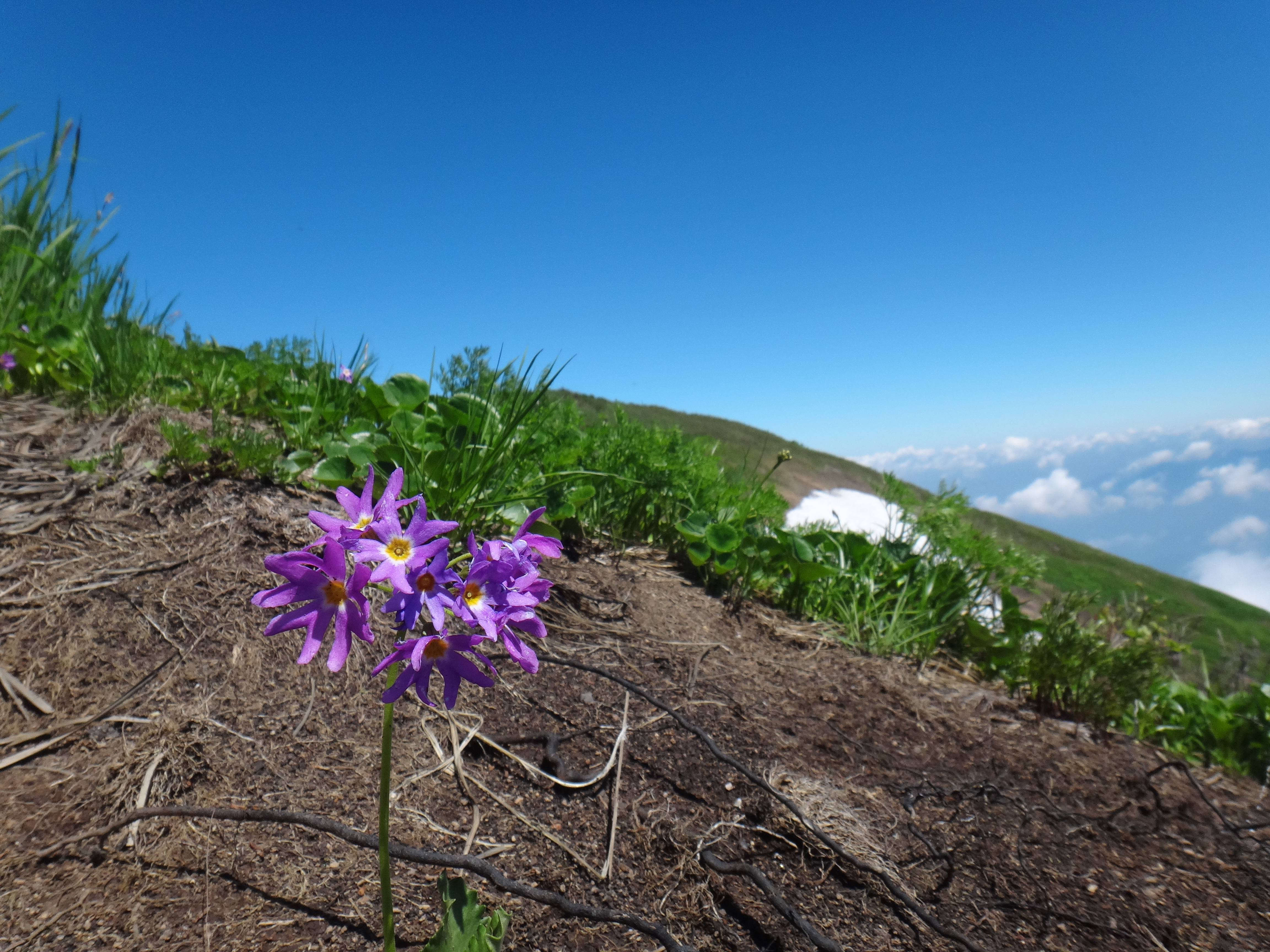
山頂付近に咲くハクサンコザクラ